# Pygommatius fluvius
Pygommatius fluvius är en tvåvingeart som först beskrevs av Scarbrough och Marascia 2003.  Pygommatius fluvius ingår i släktet Pygommatius och familjen rovflugor.
Artens utbredningsområde är Gabon. Inga underarter finns listade i Catalogue of Life.